# Paul Dullac
Paul Dullac, de son patronyme officiel Paul Aurel Gouteredonde, est un comédien français, né le 9 mars 1882 à Bègles et mort le 17 août 1941 à Vichy.
Après avoir débuté à la fameuse salle de spectacle de l'Alcazar de Marseille, il devient célèbre en 1931 grâce au rôle de Félix Escartefigue, dans le film Marius puis en 1936, dans César de Marcel Pagnol. Souffrant au moment du tournage du film Fanny, son confrère acteur Auguste Mourriès reprend provisoirement son rôle. Il fait également partie de la distribution du premier film réalisé par Sacha Guitry intitulé Bonne Chance en 1935 et il interprète le rôle de Javel dans La Marseillaise de Jean Renoir. On le remaque aussi dans le personnage de Casimir, patron du café du cercle républicain, dans le film de Marcel Pagnol, La Femme du boulanger, auprès duquel le boulanger joué par Raimu, annonce commencer la « grève du pain ».

## Filmographie
- 1931 : Marius d'Alexander Korda : Félix Escartefigue
- 1932 : Maquillage de Karl Anton
- 1935 : Bonne Chance de Sacha Guitry : le maire
- 1936 : César de Marcel Pagnol : Félix Escartefigue
- 1937 : Regain de Marcel Pagnol : M. Astruc
- 1938 : La Marseillaise de Jean Renoir
- 1938 : La Femme du boulanger de Marcel Pagnol : Casimir
- 1938 : Un de la Canebière de René Pujol : Charlot
- 1939 : Le Club des fadas d'Émile Couzinet : Cagarol

## Théâtre
- 1931 : Fanny de Marcel Pagnol, mise en scène Harry Baur, Théâtre de Paris
- Octobre 1934 : La Revue des Variétés revue de Rip, mise en scène Edmond Roze, Théâtre des Variétés